# Александров Олександр Данилович
Олекса́ндр Дани́лович Александров (нар. 22 липня (4 серпня) 1912 — пом. 27 липня 1999) — математик, фізик, філософ і альпініст.

## Біографія
Народився в селі Волинь Рязанської губернії, але з раннього дитинства мешкав у Петербурзі, де його мати й батько викладали у 16-ій єдиній трудовій школі (до 1917 року — гімназія ім. Оболенської). Окрім Олександра в сім'ї були ще дві доньки — Віра (1910 р.н.) і Марія (1914 р.н.). Батьки були дворянського походження. Батько, Данило Олександрович Александров, походив із старовинного дворянського роду, вступив до Петербурзького університету на відділення природничих наук, за участь у студентських заворушеннях був виключений з університету, але все ж зміг успішно його закінчити. Мати, Єлизавета Йосипівна Бартошевич, походила з польського дворянського роду, закінчила Педагогічний інститут. За Радянської влади батько став директором 16-ї середньої школи, був членом Петроградської Ради, а мати — членом Ленінградської Ради. У 1930 році внаслідок безпартійності батько був відсторонений від посади директора школи. Обоє батьків залишилися в блокадному Ленінграді, де батько помер від голоду в 1942 році, а мати навесні 1942 року була евакуйована до сина в Казань.
У 1928 році Олександр закінчив середню школу (в одному класі з ним навчався майбутній письменник і драматург Ліфшиць Володимир Олександрович), але з причини юного віку батьки відговорили його вступати до університету. Рік він провчився в художній школі.
У 1929 році вступив на фізичне відділення фізико-математичного факультету Ленінградського державного університету (ЛДУ), який закінчив за 4 роки в 1933 році за спеціальністю теоретична фізика. Дипломну роботу «Обчислення енергії двовалентного атома за методом Фока» захистив на «відмінно». В ЛДУ його вчителями були фізик В. А. Фок і математик Б. М. Делоне. Відмовився від рекомендації до аспірантури, пояснивши це так: «Я не можу ручатися, що я завжди буду робити те, що належить». У результаті отримав наганяй і два компліменти: один від В. А. Фока: «Ви занадто порядна людина», а інший від Б. Н. Делоне: «Олександр Данилович, Ви занадто не кар'єрист».

## Наукова кар'єра
З грудня 1930 до жовтня 1932 працював в Державному оптичному Інституті на посаді науково-технічного співробітника. У 1932 році перейшов на роботу у Фізичний інститут ЛДУ, де працював у теоретичному відділі до 1936 року як науковий співробітник.
У 1933–1941 роках працював асистентом (з 1937 року — в. о. професора, з 1944 року — професором) на математико-механічному факультеті ЛДУ. З 1936 року перейшов повністю на роботу з математикою. У 1935 році захищає кандидатську, а в 1937 році — докторську (диплом ФМ № 000139 виданий рішенням Вищої атестаційної комісії від 29 березня 1938) дисертації.
У 1937–1938 роках працював в. о. професора Педагогічного інституту ім. Покровського (Ленінград).
У 1938–1953 роках старший науковий співробітник Математичного інституту АН СРСР в Ленінграді (з листопада 1941 року до осені 1944 року в евакуації у Казані). У 1942 році отримав Сталінську премію II ступеня. У 1945 році затверджений у званні професора по кафедрі геометрії (рішення Вищої атестаційної комісії від 10 лютого 1945 року).
У 1946 році обраний членом-кореспондентом АН СРСР. У 1951 році отримав Премію імені М. І. Лобачевського I ступеня. У тому ж році вступив до КПРС. З квітня 1952 до жовтня 1964 року — ректор ЛГУ.
З 1953 до 1960  — завідувач кафедри геометрії ЛДУ. З червня 1964 року — академік АН СРСР, з 1975 року — академік Італійської національної академії.
З 1964 до 1986 жив у Новосибірську, завідував відділом узагальненої ріманової геометрії в Інституті математики СО АН СРСР і викладав в Новосибірському університеті.
У 1986 році повернувся до Ленінграда на посаду завідувача лабораторією геометрії і топології Ленінградського відділення Математичного інституту АН СРСР (ЛОМИ). Був членом правління Ленінградського математичного товариства.
Обирався депутатом Верховної Ради РРФСР 5-го скликання.
Помер після тривалої хвороби, похований на Богословському кладовищі.

## Сім'я
У 1937 році одружився зі студенткою фізичного факультету Маріанні Леонідівні Георг, корінній петербуженці. Її батьки теж викладали у школі. Згодом вона, працюючи в Радійовому інституті АН СРСР, захистила кандидатську дисертацію з ядерної фізики. У сім'ї народилося двоє дітей: Дар'я (1948 р.н.) і Данило (1957 р.н.).

## Вклад і праці
Вклад Александрова в математику проходив під девізом: «Назад — до Евкліда».
Сам він зазначав, що «пафос сучасної математики в тому, що відбувається повернення до греків».
Піонерські роботи Александрова збагатили геометрію методами теорії міри та функціонального аналізу. Александров розвинув синтетичний підхід до диференціальної геометрії. Зокрема, створення внутрішньої геометрії нерегулярних поверхонь. Він розробив наочний метод розрізання та склеювання. Цей метод дозволив Александрову розв'язати високо екстремальні задачі теорії многовидів обмеженої кривини. Александров побудував теорію метричних просторів з односторонніми обмеженнями на кривину.
Виник природно відомий клас метричних просторів, які узагальнюють ріманові простори в тому сенсі, що в них узагальнено центральне для ріманової геометрії поняття кривини. Ця область отримала назву «геометрія Александрова», вона донині активно розвивається.
У роботах Александрова також отримала розвиток теорія змішаних об'ємів опуклих тіл. Він довів фундаментальні теореми про опуклі многогранники і запропонував новий синтетичний метод доведення теорем існування.
О. Д. Александров також є основоположником хроногеометрії.
О. Д. Александров створив нові прийоми досліджень. Ці прийоми виявилися ефективними не тільки в геометрії, але і в суміжних галузях математики.
Він написав низку монографій, безліч наукових статей, підручники для шкіл та ВНЗ, також публіцистичні статті, спогади про вчених і філософські есе про моральні цінності науки. О. Д. Александровим створена велика наукова школа.

### Вибрані праці
- Александров О. Д. Вибрані праці. — Новосибірськ : Наука. — Т. 1 (Геометрія і додатки). — lii + 748 с. — 1000 прим. — ISBN 5-02-032428-0.
- Александров О. Д.  — Новосибірськ : Наука, 2007. — Т. 2 (Опуклі багатограники). — С. iv + 492. — 700 прим. — ISBN 978-5-02-023184-9. Архівовано з джерела 5 березня 2016
- Александров О. Д.  — Новосибірськ : наука. — Т. 3 (Статті різних років). — iv + 734 с. — 1000 прим. — ISBN 978-5-02-035566-8. Архівовано з джерела 5 березня 2016 — Новосибірськ:
- Александров О. Д.  — М. : Основи геометрії, 1987. Архівовано з джерела 9 травня 2012. — Наука
- Александров О. Д.  — Квант, 1982. — С. 12-17. Архівовано з джерела 4 березня 2016
- Александров О. Д.  — 1982. — С. 7-12,15. Архівовано з джерела 4 березня 2016. — № 12.
- Александров О. Д. Наука й Етика[9] Александров О. Д. Проблеми науки і позиція вченого. — Л.: Наука, 1988.

Публікації О. Д. Александрова Math-Net.ru [Архівовано 7 березня 2016 у Wayback Machine.].
Олександр Данилович Александров (1912—1999). Бібліографічний покажчик. [Архівовано 5 березня 2016 у Wayback Machine.] Інститут математики ім. С. Л. Соболєва ЗІ РАН.

### Учні
- Ліберман Й.,Оловяшников С[ru], Костелянец П.[ru] — всі троє загинули на фронтах Великої Вітчизняної війни
- Погорєлов О. — з Харкова, Юсупов А. — з Бухари
- Ленінградські учні (в порядку участі в семінарах): Борисов Ю., Залгаллер Ст[ru]., Решетняк Ю. Г[ru]., Бакельман В., Волков Ю., Заморзаев О. М[ru]., Богачова С. (пізніше — дружина О. Д. у другому шлюбі), Боровський Ю., Піменов Р[ru].
- Собчук В. С. і Старохозяев — з України
- Русієшвілі Р. — з Грузії
- Франк Б. і Франк Р. — з Німеччини
- Бураго Ю.[ru], Крейнович Ст., Перельман Г.
- Приїхали з Алма-Ати, куди А. Д. їздив читати лекції: Квачко М., Овчинникова Ст., Сєнькін Е. П.
- Залишилися в Алма-Аті: Зільберберг А., Стрільців Ст. Ст., Юсупов Д.
- Новосибірські учні: Гуц А., Кузьміних А., Левич А., Шайденко А., Астраков С., Дискант в. І.
- З О. Д. Александровим в Ленінграді і Новосибірську працювали також учні його учнів. Ряд з них стали його співавторами: Берестовський Ст., Вернер А., Гольдштейн Ст., Крушкаль С., Нецвєтаєв Н., Миколаїв В., Рижик Ст.

Останнім аспірантом О. Д. Александрова (вже після його повернення в Ленінград) був Григорій Перельман, який у 2002 році вирішив проблему Терстона про геометризацію, чим, зокрема, довів гіпотезу Пуанкаре.

## Альпінізм
|  | Олександр Данилович захопився альпінізмом під впливом свого керівника Б. М. Делоне. Влітку 1937 року, після захисту докторської дисертації, разом з В. Чашниковим він здійснює першосходження на вершину Чотчи і з К. Піскарьовим здійснює підйом на Бу-Ульген по західній стіні (одне з перших стінних сходжень радянського альпінізму). ... У 1940 році він бере участь у рекордному траверсі... Йому майже дивом вдається затримати падіння А. Громова, який зірвався разом зі сніговим карнизом. Цим траверсом О. Д. Александров завершує виконання майстерского нормативу з альпінізму. Німецько-радянська війна відклала присвоєння йому почесного звання до 1949 р. |

О. Д. Александров розповідав, що покохав гори, опинившись з батьком у Криму в 1932 році.

Під час Великої Вітчизняної війни, незважаючи на те, що був звільненим від служби в армії, О. Д. Александров зробив спробу увійти в альпійський батальйон, який формувався на Кавказі, але отримав відмову. Будучи ректором, Александров всіляко сприяв спортивного альпінізму в університеті, беручи у сходженнях активну участь. 
|  | Свій п'ятдесятий день народження О. Д. Александров зустрів у горах із друзями. Він здійснив одиночне першосходження на безіменний пік 6222 м (Шахдаринский хребет, Памір), якому за його пропозицією було дано ім'я «Пік Ленінградського університету». У наступні роки О. Д. Александров через хворобу не робив сходжень, але завжди мріяв про них. І, нарешті, в 1982 році, в рік свого сімдесятиріччя, він разом з К. Толстовим здійснює на Тянь-Шані своє останнє сходження на пік Панфілова. |

## Нагороди
- Орден Леніна (1961)
- Заслужений діяч науки і техніки РРФСР[ru] (1963)
- Чотири ордена Трудового Червоного Прапора (1953, 1957, 1975 і 16 жовтня 1990), останній вручений за особливий внесок у збереження і розвиток генетики та селекції, підготовку висококваліфікованих наукових кадрів
- Орден Дружби народів (1982)
- Медаль «За оборону Ленінграда» (1945)
- Медаль «За доблесну працю у Великій Вітчизняній війні 1941—1945 рр.» (1945)
- Лауреат Сталінської премії 2-го ступеня за наукові роботи з геометрії (1942)
- Премія імені М. І. Лобачевського (1951)
- Золота медаль імені Ейлера (1991)
- Орден Пошани (4 червня 1999) — за великий внесок у розвиток вітчизняної науки, підготовку висококваліфікованих кадрів та у зв'язку з 275-річчям Російської академії наук